# Río Lucena (Castellón)
El río Lucena (en valenciano riu Llucena), también llamado río de Alcora, es un río del este de la península ibérica que discurre por la provincia de Castellón, en España. 

## Curso
Fluye por la comarca valenciana de Alcalatén. Nace en el macizo del Peñagolosa, dentro del término municipal de Chodos. De ahí entra en el término de Lucena del Cid, pasando al borde de la población que le da nombre. A lo largo del tiempo, la ciudad ha aprovechado sus aguas para los molinos, como el molino de Ros.
Continúa en dirección NO-SE hacia Figueroles. Posteriormente, es retenido en el embalse de Alcora, el cual almacena sus aguas. Más tarde, sigue unos kilómetros el último tramo hasta su desembocadura en la rambla de la Viuda, cerca de la capital del Alcalatén.
Su recorrido es de 39 kilómetros, en los que baja desde los 1.200 metros de altitud de su nacimiento hasta los 300 metros de la desembocadura.